# جائحة فيروس كورونا في أكروتيري ودكليا
توثق هذه المقالة آثار جائحة فيروس كورونا في إقليم أكروتيري ودكليا البريطاني فيما وراء البحار، وقد لا تشمل جميع الاستجابات والإجراءات الرئيسية حتى الآن.

## الجدول الزمني
- في 13 مارس 2020، طبقت قبرص قاعدة العزلة الذاتية لمدة 14 يومًا لجميع المسافرين من المملكة المتحدة. يشمل هذا الإجراء المسافرين القادمين من المملكة المتحدة إلى القواعد السيادية أكروتيري وديكيليا. كان العديد من الأشخاص يعزلون أنفسهم داخل القواعد ويتم اختبارهم. تم إلغاء جميع الأنشطة الرياضية والزيارات والتمارين غير الأساسية داخل القواعد، في محاولة للحد من عدد الزوار الخارجيين.[1]

- في 15 مارس 2020، أكدت الحالتين الأوليين في أكروتيري وديكيليا، وكلاهما من أفراد القوات المسلحة البريطانية المتمركزين بشكل دائم في سلاح الجو الملكي أكروتيري. وصلوا إلى مطار بافوس في 13 مارس. تم عزلهم ذاتيًا وتم اختبارهم بعد ظهور أعراض خفيفة. مباشرة بعد ذلك، بدأت وحدة الخدمات الصحية المشتركة في القواعد متابعة مخالطي المرضى.[2]

- في 18 مارس 2020، أُكدت الحالة الثالثة أيضاً.[3] في ذلك اليوم نفسه، أعلنت القواعد عن إغلاق جميع المدارس الست في أكروتيري وديكيليا حتى 20 أبريل.[4]